# Bruch (Eitorf)
Bruch ist ein Ortsteil der Gemeinde Eitorf im Rhein-Sieg-Kreis.

## Lage
Bruch liegt auf der Mertener Höhe im Nutscheid auf einer Höhe von 230 m ü. NHN.

## Einwohner
1822 hatten die Höfe in Broich 10 Einwohner.
1845 hatten die zwei Höfe in Broch 13 Bewohner.
1910 hatte Bruch die Haushalte Tagelöhner Wilhelm Becker, Ackerer Heinrich Dohrmann und Schneidermeister Franz Schneider. Damals gehörte der Wohnplatz zur Gemeinde Merten.
1925 waren hier die gleichen Haushalte verzeichnet, aber nur noch die Witwe von Wilhem Becker als Ackerin.

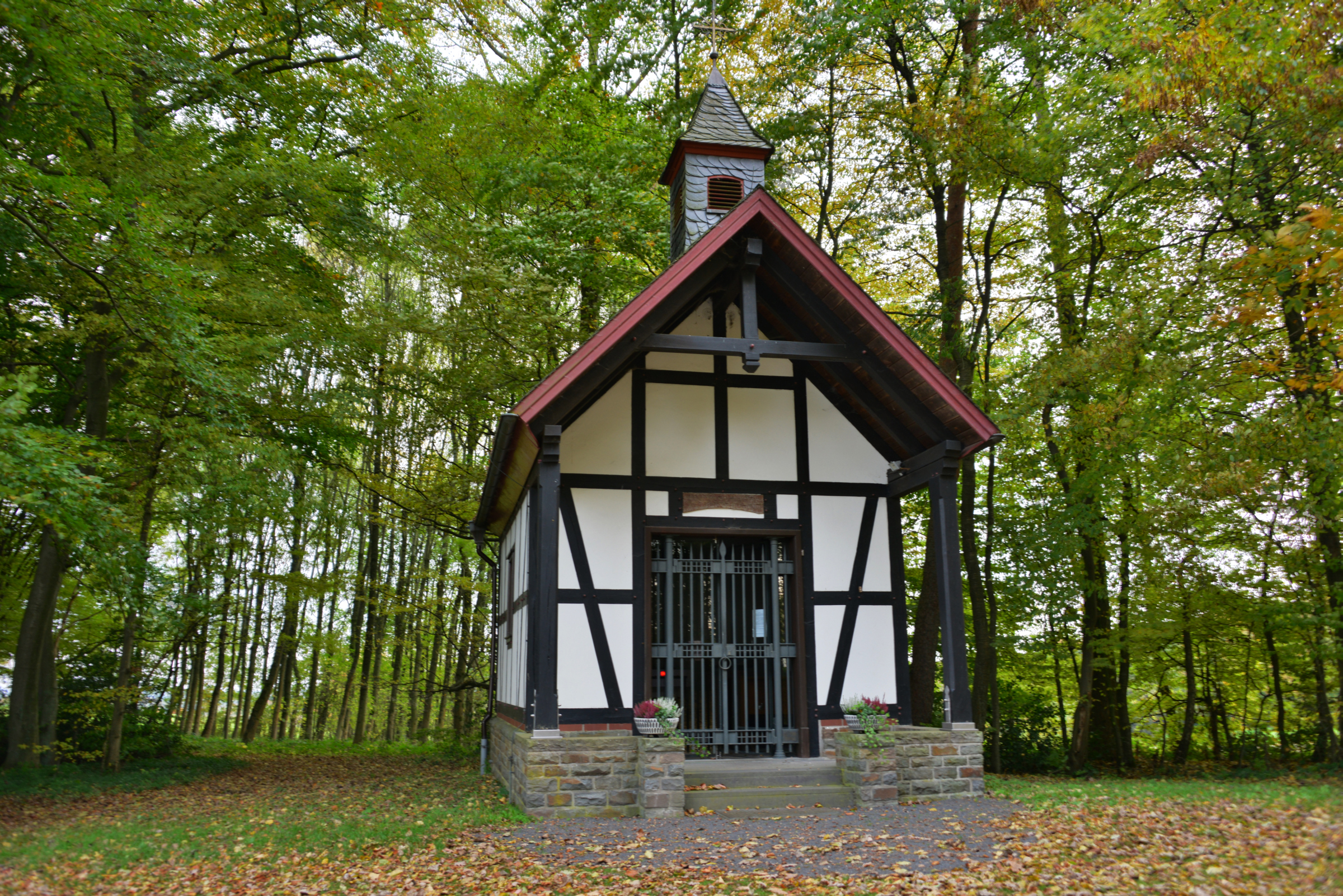
Kleine Kapelle bei Bruch